# Landtagswahlkreis Herford I
Der Landtagswahlkreis Herford I umfasst die Gemeinden Enger, Herford, Hiddenhausen und Spenge im Kreis Herford. Bei der Landtagswahl 2017 trug der Wahlkreis den Namen Herford I – Minden-Lübbecke III und umfasste Teile der Stadt Bad Oeynhausen (Kreis Minden-Lübbecke).

## Geschichte
Zur Landtagswahl 1980 wurde der Zuschnitt aller Wahlkreise in Nordrhein-Westfalen geändert. Der Wahlkreis Herford I umfasste die Gemeinden Enger, Herford, Hiddenhausen und Vlotho. Diese Einteilung blieb bis zur Landtagswahl 2012 unverändert erhalten. Eine erste Änderung fand zur Landtagswahl 2017 statt, als dem Wahlkreis die Stadtteile Bad Oeynhausen, Lohe und Rehme der Stadt Bad Oeynhausen hinzugefügt wurden, dementsprechend erhielt er den neuen Namen Herford I – Minden-Lübbecke III. Zur Landtagswahl 2022 wurden die Bad Oeynhausener Stadtteile wieder an den Wahlkreis Minden-Lübbecke II abgegeben. Auch verlor der Wahlkreis die Stadt Vlotho an den Wahlkreis 98 Lippe II – Herford III, dafür erhielt er die Stadt Spenge (bislang Wahlkreis 91 Herford II).

## Landtagswahl 2022
Von 89.811 Wahlberechtigten gaben 49.492 (53,2 %) ihre Stimme ab.
| Direktkandidat    | Partei   | Erststimmen (in %) | Zweitstimmen (in %) |
| ----------------- | -------- | ------------------ | ------------------- |
| Christian Dahm    | SPD      | 36,3               | 30,5                |
| Philip Kleineberg | CDU      | 33,5               | 32,5                |
| Marvin Reschinsky | GRÜNE    | 12,6               | 16,2                |
| Céline Joswig     | FDP      | 4,1                | 5,3                 |
| Roland Sprenger   | AfD      | 6,9                | 7,2                 |
| Alexander Sturm   | LINKE    | 2,4                | 2,3                 |
| –                 | sonstige | 4,3                | 6,0                 |

## Landtagswahl 2017
Von 113.696 Wahlberechtigten gaben 69.213 (60,9 %) ihre Stimme ab.
| Direktkandidat      | Partei   | Erststimmen (in %) | Zweitstimmen (in %) |
| ------------------- | -------- | ------------------ | ------------------- |
| Christian Dahm      | SPD      | 39,3               | 34,6                |
| Klaus Oehler        | CDU      | 36,3               | 32,0                |
| Anika Hüting        | GRÜNE    | 5,9                | 6,3                 |
| Stephen Paul        | FDP      | 7,1                | 10,8                |
| Dennis Deutschkämer | PIRATEN  | 1,5                | 0,9                 |
| Inez Déjà           | LINKE    | 4,1                | 4,5                 |
| Markus Wagner       | AfD      | 5,8                | 7,7                 |
| –                   | sonstige | –                  | 3,2                 |

Neben dem Wahlkreisabgeordneten Christian Dahm, der zuvor auch 2010 und 2012 den Wahlkreis Herford I für die SPD gewinnen konnte, zogen der AfD-Direktkandidat Markus Wagner über Listenplatz vier seiner Partei und der FDP-Direktkandidat Stephen Paul über Listenplatz 18 seiner Partei in den Landtag ein.

## Landtagswahl 2012
Von 95.883 Wahlberechtigten gaben 55.303 (57,7 %) ihre Stimme ab.
| Direktkandidat        | Partei  | Erststimmen (in %) | Zweitstimmen (in %) |
| --------------------- | ------- | ------------------ | ------------------- |
| Dirk Fenner           | CDU     | 29,8               | 25,9                |
| Christian Dahm        | SPD     | 49,0               | 41,9                |
| Maik Babenhauserheide | GRÜNE   | 6,7                | 10,3                |
| Burkhard Weigang      | FDP     | 4,0                | 7,4                 |
| Andreas Höltke        | LINKE   | 2,8                | 2,8                 |
| Hannes Fabian Gesmann | PIRATEN | 7,7                | 7,9                 |
| sonstige              |         | –                  | 3,9                 |

Quelle:

## Landtagswahl 2010
Stimmberechtigt  zur Landtagswahl in Nordrhein-Westfalen 2010 waren 96.648 Einwohner. Die Wahlbeteiligung betrug 57,7 Prozent.
| Direktkandidat 2010   | Partei  | Erststimmen (in %) | Zweitstimmen (in %) |
| --------------------- | ------- | ------------------ | ------------------- |
| Angela Thiele         | CDU     | 36,0               | 33,0                |
| Christian Dahm        | SPD     | 45,4               | 38,9                |
| Christian Meinhold    | GRÜNE   | 7,5                | 11,0                |
| Stephen Paul          | FDP     | 4,4                | 5,7                 |
| Wolfram Hüffmann      | Linke   | 5,2                | 5,6                 |
| Hannes Fabian Gesmann | PIRATEN | 1,5                | 1,4                 |
| Sonstige              | -       | -                  | 4,4                 |

## Landtagswahl 2005
Stimmberechtigt  zur Landtagswahl in Nordrhein-Westfalen 2005 waren 96.710 Einwohner. Die Wahlbeteiligung betrug 61 Prozent.
| Direktkandidat     | Partei        | Stimmen in % |
| ------------------ | ------------- | ------------ |
| Axel Horstmann     | SPD           | 40,3         |
| Wolfgang Aßbrock   | CDU           | 43,3         |
| Stephen Paul       | FDP           | 5,9          |
| Christian Meinhold | Grüne         | 5,1          |
| Werner Thies       | REP           | 1,4          |
| Wolfgang Senz      | PDS           | 0,8          |
| Klaus Augustin     | UNABH. Bürger | 0,7          |
| Willy Jäger        | PBC           | 0,3          |
| Ansgar Spier       | ödp           | 0,2          |
| Inge Höger-Neuling | WASG          | 1,9          |

Wolfgang Aßbrock verstarb im Dezember 2007. Sein Nachfolger wurde der damalige Minister für Bauen und Verkehr Oliver Wittke (CDU), der jedoch nicht als Vertreter für den Wahlkreis im Landtag saß, sondern über die Landesliste nachrückte.